# Estrató d'Atenes
Estrató (en llatí Straton, en grec antic Στράτων) fou un poeta còmic atenenc de la comèdia mitjana segons Suides, que menciona una comèdia seva titulada Φοίνιξ que és sens dubte la mateixa que Φοινιτίδηρ de la que Ateneu en reprodueix un llarg fragment. Com que el també poeta còmic Estratis té el seu nom corromput en alguns manuscrits i se l'anomena Estrató, alguns autors pensen que el fragment d'Ateneu se li hauria d'atribuir, i no a Estrató d'Atenes, que seria un autor imaginari degut a les faltes de concreció dels copistes de Suides. Però l'estil no deixa dubte de què el text conegut no va ser escrit per un autor de la vella comèdia. Sembla que Filemó el Vell es va apropiar dels tres primers versos d'aquesta obra i d'una part del quart.
Un altre poeta còmic amb el mateix nom és citat per Plutarc com el seu contemporani.